# Ты (человек года по версии журнала Time)

Обложка журнала Time magazine, вышедшего 25 декабря 2006 года

«Ты» стал человеком года в 2006 году по версии журнала Time. Журнал признал заслуги миллионов людей, которые зачастую анонимно создавали пользовательский контент для Википедии, YouTube, Myspace, Facebook, операционных систем Linux и множества других сайтов. На обложке Time было написано:

Да, ты. Ты контролируешь Век Информации. Добро пожаловать в твой мир.
Оригинальный текст (англ.)Yes, you. You control the Information Age. Welcome to your world.

## Общественный фон
Хотя в большинстве «Людьми года» становились исторически важные лица, иногда ими становились представители определённых групп людей, а иногда и неодушевлённые предметы: Компьютер («Машина года» в 1982 году), Земля, находящаяся в опасности («Планета года» в 1988 году).
СМИ уже признавали в подобных премиях возрастающую роль интернет-сообщества и пользовательского контента: «Ты» занял первое место в списке «50 человек, которые имеют значение в наше время» журнала Business 2.0 в июле 2006 года, а ABC News назвало блогеров «Людьми года» в 2004 году.

## Решение
В соответствии с регламентом Time, различные информагентства предложили различных кандидатов. «Ты», или «ребята с YouTube», были отмечены в ноябре, как возможные победители. Читатели проводили голосование в интернете, но окончательное решение было принято главным редактором журнала Ричардом Стэнджелом.
Решение было объявлено в выпуске журнала от 13 декабря 2006 года. На обложке был изображён монитор компьютера iMac с панелью воспроизведения, аналогичной YouTube и подобным видео-плеерам, в качестве визуального отображения онлайн контента тех, кого журнал признал Человеком года. Индикатор времени показывает общую продолжительность в 20:06, что является отсылкой к году, в котором было присуждено звание. Колонки для журнала о новых медиа, ориентированных на контент пользователей, были написаны редактором NBC Ульямсом Брайаном и редакторами Time Львом Гроссманом и Ричардом Стэнджелом. Гроссман в частности написал: «Речь идёт о тех, кто вырывает власть из рук немногих, помогает друг другу просто так, а также не только изменяет мир, но и изменяет то, как этот мир меняется».

## Критика
Выбор журнала был подвергнут критике как трюк, близоруко игнорирующий других ньюсмейкеров года. Журналист Пол Кедровски назвал решение «невероятной отговоркой» и предположил, что выбор был вызван «какими-то изменениями среди лидеров на рынке пользовательского контента». Кевин Фреидл отметил дизайн обложки, напоминающий зеркало, и сравнил получившего награду «Ты» с «Чуваком» из фильма Большой Лебовски.
Кроме того, решение журнала было подвергнуто критике, так как был заподозрен идеологический выбор и даже лицемерие. За несколько недель до решения Time решил спросить пользователей сети «Кто должен стать человеком года?» После нескольких недель опроса победителем стал Уго Чавес с 35 % голосов и большим отрывом от преследователей. Второе место занял президент Ирана Махмуд Ахмадинежад. Однако Time решил не использовать это голосование и не ссылаться на него в решении о Человеке года. Критики утверждали, что Time проигнорировал результат электронной демократии своих читателей. Сторонники решения утверждали, что интернет-опрос не является репрезентативным и не имеет научной ценности. Таким образом, решение не должно основываться на нём. Ссылка на результаты онлайн-опроса была удалена с сайта. Кроме того, Питер Сагал в шоу Wait Wait… Don't Tell Me! сказал, что «если бы „мы“ действительно контролировали средства массовой информации, мы бы выбрали лучшую кандидатуру для звания Человека года».